# Bétérou
Bétérou är en ort i Benin.   Den ligger i departementet Borgou, i den centrala delen av landet, 300 kilometer norr om huvudstaden Porto-Novo. Bétérou ligger 259 meter över havet och antalet invånare är 13 108.
Terrängen runt Bétérou är huvudsakligen platt. Bétérou ligger nere i en dal. Bétérou är det största samhället i trakten.
Omgivningarna runt Bétérou är huvudsakligen savann. Runt Bétérou är det glesbefolkat, med 13 invånare per kvadratkilometer.